# Quintana (Turnier)

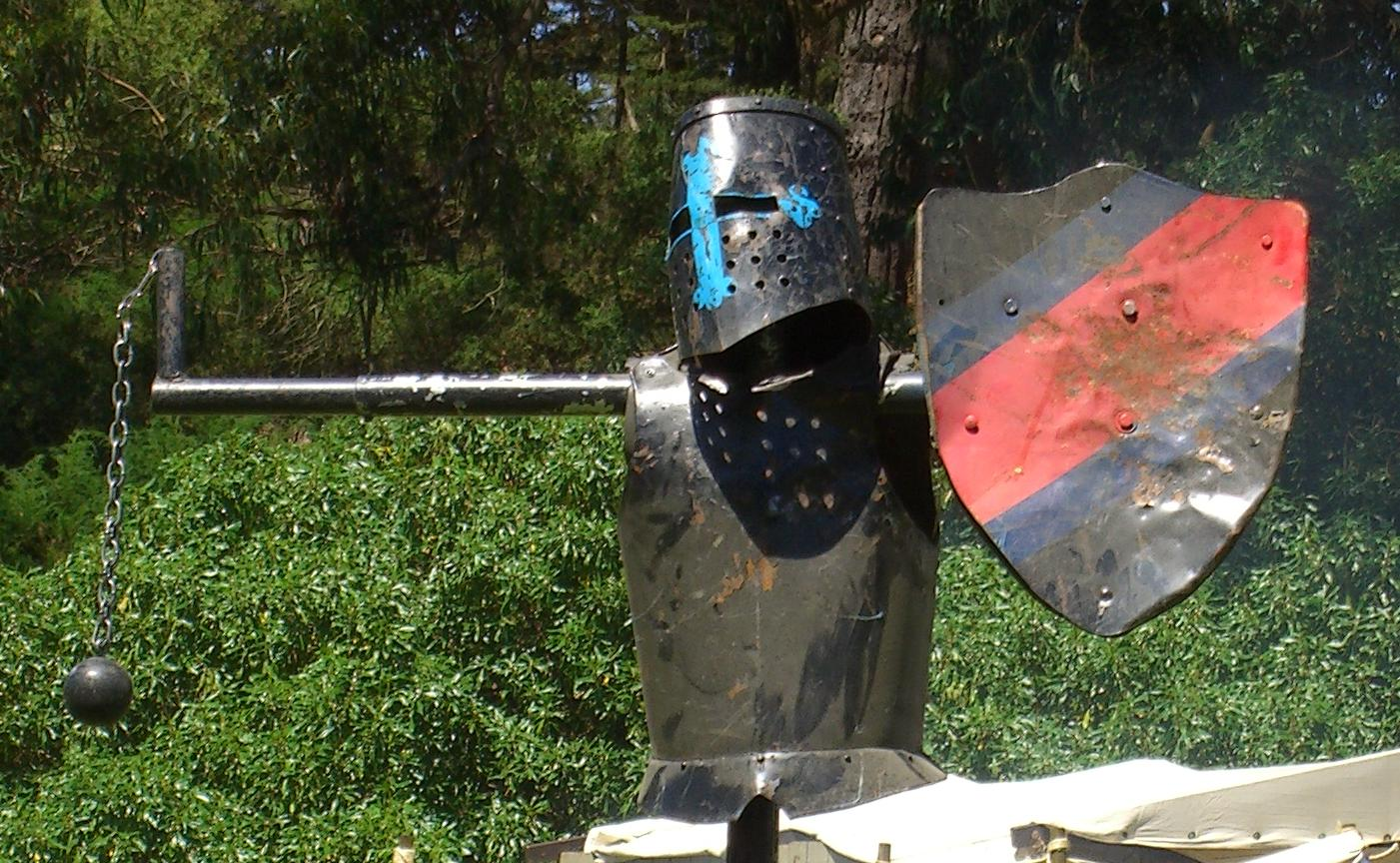
Quintan Attrappe

Der Name Quintana kommt vom fünften Lagerweg römischer Feldlager, auf dem tägliche Übungen mit der Lanze abgehalten wurden. Hierbei rannten die Soldaten gegen eine Soldaten-Attrappe und versuchten mit der Lanze durch einen Ring zu stechen, der an einem Arm hing. Dies bildet die Grundlage für den Namen einiger mittelalterlicher Turniere im Lanzenstechen, italienisch „Giostra della Quintana“. Bei der Reiter-Quintana wird mit einer Lanze auf den Schild der gerüsteten Attrappe (Quintan) gezielt, norddeutsch auch Rolandreiten. Daher auch die Bezeichnung drehender Roland.